# Apodroma subcoerulea
Apodroma subcoerulea är en fjärilsart som beskrevs av W. Warren 1901. Apodroma subcoerulea ingår i släktet Apodroma och familjen mätare. Inga underarter finns listade i Catalogue of Life.